# Cüneyt Çakır
Cüneyt Çakır, född 23 november 1976 i Istanbul, är en turkisk fotbollsdomare. Çakır dömde sin första match i Süper Lig 2001, och blev internationell Fifa-domare 2006.